# Stenus limatulus
Stenus limatulus är en skalbaggsart som beskrevs av Benick. Stenus limatulus ingår i släktet Stenus och familjen kortvingar. Inga underarter finns listade i Catalogue of Life.